# عبد الرحمن نور الدين باشا
عبد الرحمن نور الدين باشا (بالتركية: Abdurrahman Nureddin Paşa)‏ كان الصدر الأعظم للدولة العثمانية في الفترة ما بين  (2 مايو 1882) حتى  (12 يوليو 1882). تُوفي في 1912 بمدينة إسطنبول. وكان قد عين حاجي عبد الرحمن نور الدين باشا والياً على بغداد لمرتين الأولى لمدة سنة تقريباً (1875-1875م)، والثانية سنة (1879-1880م).